# Sega Rally 3
Sega Rally 3 è un videogioco di guida uscito nel 2008 per arcade, seguito di Sega Rally 2. Nel 2011 è stato pubblicato per Xbox Live Arcade e PlayStation Network con il nome di Sega Rally Online Arcade. Questa versione è stata in seguito rimossa da entrambi gli store nel 2012.

## Auto disponibili
Citroën C4 WRC, Ford Focus RS WRC 07, Mitsubishi Lancer Evolution IX, Peugeot 207 S2000, Subaru Impreza WRC 08 e Suzuki SX4 WRC.

## Accoglienza
La rivista Play Generation diede alla versione per PlayStation 3 un punteggio di 67/100, trovandolo un classico che a distanza di 16 anni dall'uscita non riusciva più a reggere il passo, anche la grafica poteva essere migliorabile.